# Dritan Leli
Dritan Leli (Valona, 13 febbraio 1969) è un politico albanese, dal 2015 sindaco della città di Valona.